# Spusjanka
Spusjanka (ryska: Спушанка) är ett vattendrag i Belarus.   Det ligger i voblasten Hrodna voblast, i den västra delen av landet, 220 km väster om huvudstaden Minsk.
Trakten runt Spusjanka består till största delen av jordbruksmark. Runt Spusjanka är det ganska tätbefolkat, med 134 invånare per kvadratkilometer.